# AaRON
AaRON (Artificial Animals Riding On Neverland) è un duo francese di musica pop-melanconica francese, composto da Simon Buret e Olivier Coursier. AaRON è diventato famoso grazie al film Je vais bien, ne t'en fais pas di Philippe Lioret, la cui canzone U-turn (Lili) è stata usata come elemento portante della colonna sonora del film (insieme a Mister K).

## Formazione
- Simon Buret: cantante, autore, compositore, piano, violino, armonica;
- Olivier Coursier: compositore, arrangiatore, piano, chitarra.

## Storia
La storia di AaRON inizia nel 2004 quando Simon è invitato da un conoscente a passare da Olivier, che lavora su diversi progetti musicali. Simon, americano da parte di padre, porta dei testi in inglese e torna a casa con un primo titolo: Endless Song.
Il lavoro viene ripagato molto presto, poiché in due mesi nascono otto canzoni. I rispettivi percorsi professionali, tuttavia, separano i Simon e Olivier. Simon, attore, parte per girare dei film; Olivier, chitarrista di Mass Hysteria, inizia un tour di concerti fino a gennaio 2007. Per questi motivi i loro incontri diminuiscono. Ma nonostante ciò, un anno dopo, nell'home studio di Olivier vengono scritte una ventina di canzoni.
Nel 2005, la canzone Little love entra nella colonna sonora del film Dans tes rêves.
Simon confessa che le sue canzoni sono tutte autobiografiche.
Nel momento in cui Simon invia delle bozze di canzoni a Philippe Lioret per il film Je vais bien, ne t'en fais pas, Olivier e Simon hanno appena terminato U-turn (Lili), che inviano al regista. Philippe Lioret decide non solo d'inserire questa canzone nel suo film personificandola nella protagonista (tema dell'assenza del fratello), ma decide anche di chiamare la protagonista (interpretata da Mélanie Laurent) Lili. In questo film Simon recita nel ruolo dell'amico del fratello scomparso di Lili, facendole ascoltare U-Turn (Lili) registrata per lei dal fratello. La canzone ottiene un enorme successo grazie al film uscito nel settembre 2006.
Le immagini del video U-Turn (Lili) mostrano Olivier e Simon che interpretano il brano e alcune sequenze del film.
Nel gennaio 2007 esce il primo album del gruppo, intitolato Artificial Animals Riding On Neverland (AaRON ne è l'acronimo).
Lo stesso mese, AaRON fa la sua prima apparizione in televisione con l'interpretazione di U-Turn (Lili) in live su France3 alla trasmissione Ce soir (ou jamais !!!).
Non appena uscito l'album, il gruppo si esibisce in diversi show-case (mini concerti gratuiti) in diversi negozi di una catena che vende prodotti culturali in tutta la Francia. Poi, nel mese di marzo, parte una tournée che durerà fino a maggio 2008.

## Discografia

### Album
| Anno | Album                                  | Classifica vendite | Classifica vendite | Classifica vendite | Classifica vendite | Premi                   |
| Anno | Album                                  | FR                 | FR TL              | BEL                | SUI                | Premi                   |
| ---- | -------------------------------------- | ------------------ | ------------------ | ------------------ | ------------------ | ----------------------- |
| 2007 | Artificial Animals Riding On Neverland | 8                  | 1                  | 4                  | 50                 | 2x Template:Disco d'oro |

- 2006: Partecipazione con Nicola Piovani alla colonna sonora del film Je vais bien ne t'en fais pas di Philippe Lioret con suoi brani:  U-Turn (Lili) e Mister K.

### Singoli
| Anno | Singolo        | Classifica vendite | Classifica vendite | Classifica vendite | Classifica vendite | Album                                  |
| Anno | Singolo        | FR                 | FR TL              | BEL                | SUI                | Album                                  |
| ---- | -------------- | ------------------ | ------------------ | ------------------ | ------------------ | -------------------------------------- |
| 2007 | U-Turn (Lili)  | 17                 | 6                  | 21                 | 50                 | Artificial Animals Riding on Neverland |
| 2007 | Le tunnel d'or |                    |                    |                    |                    | Artificial Animals Riding on Neverland |